# Zimski kup nacija u podvodnom ribolovu
Zimski kup nacija je međunarodno godišnje natjecanje u podvodnom ribolovu.
Prvo je izdanje priređeno u svjetskom središtu športskog podvodnog ribolova Malom Lošinju. Bilo je to zadnjeg tjedna 1965., u godinama kad je športski podvodni ribolov bio iznimno popularan pa je u Mali Lošinj došla ribolovna elita. Naslove pobjednika osvajali su hrvatski ribolovci kao reprezentaciju Jugoslavije, francuski i talijanski ribolovci. Natjecanje se održavalo do 1990. kad je zadnji nastup imala Jugoslavija koja je tad pobijedila. Sljedeće godine zbog velikosrpske agresije i pomorske blokade hrvatskog Jadrana koja je napravila JRM pa se natjecanje nije održalo, niti u Hrvatskoj niti igdje drugdje na svijetu. Kad je sigurnost i opstanak Hrvatske osiguran, natjecanje je ponovo priređeno 1993. godine. Održavalo se do 1997. godine. Novi prekid nastupio je zbog malog interesa i sve teže dostupnih novaca za organizaciju. Novo oživljavanje Kupa nacija bilo je 2001. godine. Te godine i 2004. trofej je dobila zemlja iz koje je bila najbolja ekipa Kupa gradova odnosno reprezentacije se uopće tih godina nisu ni natjecale. Posljednji je Kup nacija bio 2006. godine. Hrvatska je svaki put pobijedila počevši od 1993., iskoristivši što nisu nastupili svi najvažniji inozemni ribolovci. 2006. godine se da bi se dobilo više natjecatelja Hrvatska je imala dva izabrana sastava. Hrvatska 2 pobijedila je na tom izdanju. Prijelazni trofej koji se dodjeljivao pobjednicima osmislio je i izradio hrvatski kipar Vinko Matković.

## Izdanja
Donja granica mase ribe za bodovanje
1965.-.. ?
| Broj nacija | Broj ekipa | Izdanje | Pobjednici           | Pobjednici | Pobjednici | # 2                  | # 3                  | Ref |
| ----------- | ---------- | ------- | -------------------- | ---------- | ---------- | -------------------- | -------------------- | --- |
| Broj nacija | Broj ekipa | Izdanje | Ekipa                | Rezultat   | MP         | # 2                  | # 3                  | Ref |
|             |            | 2017.   | Nepoznata kratica »« |            |            | Nepoznata kratica »« | Nepoznata kratica »« |     |
|             |            | 2016.   | Nepoznata kratica »« |            |            | Nepoznata kratica »« | Nepoznata kratica »« |     |
|             |            | 2015.   | Nepoznata kratica »« |            |            | Nepoznata kratica »« | Nepoznata kratica »« |     |
|             |            | 2014.   | Nepoznata kratica »« |            |            | Nepoznata kratica »« | Nepoznata kratica »« |     |
|             |            | 2013.   | Nepoznata kratica »« |            |            | Nepoznata kratica »« | Nepoznata kratica »« |     |
|             |            | 2012.   | Nepoznata kratica »« |            |            | Nepoznata kratica »« | Nepoznata kratica »« |     |
|             |            | 2011.   | Nepoznata kratica »« |            |            | Nepoznata kratica »« | Nepoznata kratica »« |     |
|             |            | 2010.   | Nepoznata kratica »« |            |            | Nepoznata kratica »« | Nepoznata kratica »« |     |
|             |            | 2009.   | Nepoznata kratica »« |            |            | Nepoznata kratica »« | Nepoznata kratica »« |     |
|             |            | 2008.   | Nepoznata kratica »« |            |            | Nepoznata kratica »« | Nepoznata kratica »« |     |
|             |            | 2007.   | Nepoznata kratica »« |            |            | Nepoznata kratica »« | Nepoznata kratica »« |     |
|             |            | 2006.   | Nepoznata kratica »« |            |            | Nepoznata kratica »« | Nepoznata kratica »« |     |
|             |            | 2005.   | Nepoznata kratica »« |            |            | Nepoznata kratica »« | Nepoznata kratica »« |     |
|             |            | 2004.   | Nepoznata kratica »« |            |            | Nepoznata kratica »« | Nepoznata kratica »« |     |
|             |            | 2003.   | Nepoznata kratica »« |            |            | Nepoznata kratica »« | Nepoznata kratica »« |     |
|             |            | 2002.   | Nepoznata kratica »« |            |            | Nepoznata kratica »« | Nepoznata kratica »« |     |
|             |            | 2001.   | Nepoznata kratica »« |            |            | Nepoznata kratica »« | Nepoznata kratica »« |     |
|             |            | 2000.   | Nepoznata kratica »« |            |            | Nepoznata kratica »« | Nepoznata kratica »« |     |
|             |            | 1999.   | Nepoznata kratica »« |            |            | Nepoznata kratica »« | Nepoznata kratica »« |     |
|             |            | 1998.   | Nepoznata kratica »« |            |            | Nepoznata kratica »« | Nepoznata kratica »« |     |
|             |            | 1997.   | Nepoznata kratica »« |            |            | Nepoznata kratica »« | Nepoznata kratica »« |     |
|             |            | 1996.   | Nepoznata kratica »« |            |            | Nepoznata kratica »« | Nepoznata kratica »« |     |
|             |            | 1995.   | Nepoznata kratica »« |            |            | Nepoznata kratica »« | Nepoznata kratica »« |     |
|             |            | 1994.   | Nepoznata kratica »« |            |            | Nepoznata kratica »« | Nepoznata kratica »« |     |
|             |            | 1993.   | Nepoznata kratica »« |            |            | Nepoznata kratica »« | Nepoznata kratica »« |     |
|             |            | 1992.   | Nepoznata kratica »« |            |            | Nepoznata kratica »« | Nepoznata kratica »« |     |
|             |            | 1991.   | Nepoznata kratica »« |            |            | Nepoznata kratica »« | Nepoznata kratica »« |     |
|             |            | 1990.   | Nepoznata kratica »« |            |            | Nepoznata kratica »« | Nepoznata kratica »« |     |
|             |            | 1989.   | Nepoznata kratica »« |            |            | Nepoznata kratica »« | Nepoznata kratica »« |     |
|             |            | 1988.   | Nepoznata kratica »« |            |            | Nepoznata kratica »« | Nepoznata kratica »« |     |
|             |            | 1987.   | Nepoznata kratica »« |            |            | Nepoznata kratica »« | Nepoznata kratica »« |     |
|             |            | 1986.   | Nepoznata kratica »« |            |            | Nepoznata kratica »« | Nepoznata kratica »« |     |
|             |            | 1985.   | Nepoznata kratica »« |            |            | Nepoznata kratica »« | Nepoznata kratica »« |     |
|             |            | 1984.   | Nepoznata kratica »« |            |            | Nepoznata kratica »« | Nepoznata kratica »« |     |
|             |            | 1983.   | Nepoznata kratica »« |            |            | Nepoznata kratica »« | Nepoznata kratica »« |     |
|             |            | 1982.   | Nepoznata kratica »« |            |            | Nepoznata kratica »« | Nepoznata kratica »« |     |
|             |            | 1981.   | Nepoznata kratica »« |            |            | Nepoznata kratica »« | Nepoznata kratica »« |     |
|             |            | 1980.   | Nepoznata kratica »« |            |            | Nepoznata kratica »« | Nepoznata kratica »« |     |
|             |            | 1979.   | Nepoznata kratica »« |            |            | Nepoznata kratica »« | Nepoznata kratica »« |     |
|             |            | 1978.   | Nepoznata kratica »« |            |            | Nepoznata kratica »« | Nepoznata kratica »« |     |
|             |            | 1977.   | Nepoznata kratica »« |            |            | Nepoznata kratica »« | Nepoznata kratica »« |     |
|             |            | 1976.   | Nepoznata kratica »« |            |            | Nepoznata kratica »« | Nepoznata kratica »« |     |
|             |            | 1975.   | Nepoznata kratica »« |            |            | Nepoznata kratica »« | Nepoznata kratica »« |     |
|             |            | 1974.   | Nepoznata kratica »« |            |            | Nepoznata kratica »« | Nepoznata kratica »« |     |
|             |            | 1973.   | Nepoznata kratica »« |            |            | Nepoznata kratica »« | Nepoznata kratica »« |     |
|             |            | 1972.   | Nepoznata kratica »« |            |            | Nepoznata kratica »« | Nepoznata kratica »« |     |
|             |            | 1971.   | Nepoznata kratica »« |            |            | Nepoznata kratica »« | Nepoznata kratica »« |     |
|             |            | 1970.   | Nepoznata kratica »« |            |            | Nepoznata kratica »« | Nepoznata kratica »« |     |
|             |            | 1969.   | Nepoznata kratica »« |            |            | Nepoznata kratica »« | Nepoznata kratica »« |     |
|             |            | 1968.   | Nepoznata kratica »« |            |            | Nepoznata kratica »« | Nepoznata kratica »« |     |
|             |            | 1967.   | Nepoznata kratica »« |            |            | Nepoznata kratica »« | Nepoznata kratica »« |     |
|             |            | 1966.   | Nepoznata kratica »« |            |            | Nepoznata kratica »« | Nepoznata kratica »« |     |
|             |            | 1965.   | Nepoznata kratica »« |            |            | Nepoznata kratica »« | Nepoznata kratica »« |     |